# Fiesta de San Roque (Palazuelos)

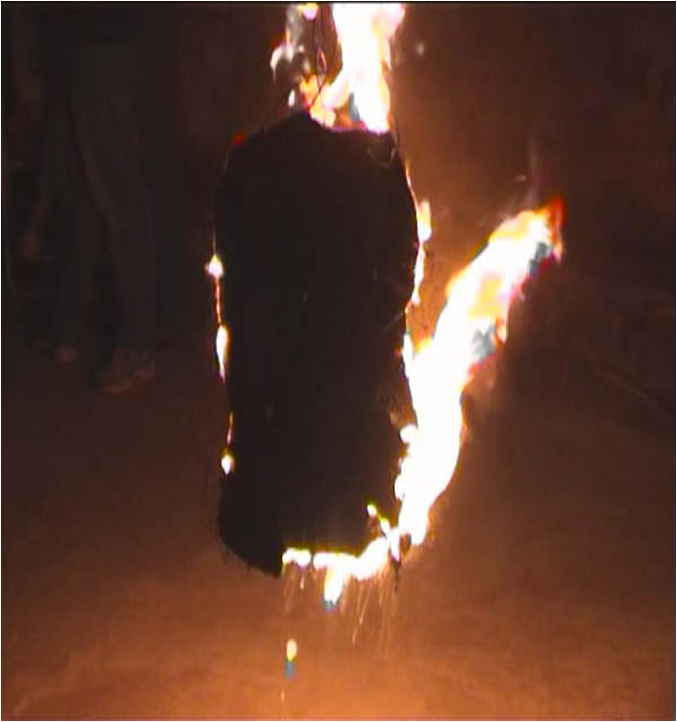
El boto ardiendo en Palazuelos, Guadalajara, España.

La Fiesta de San Roque es una celebración que tiene lugar en la localidad de  Palazuelos (Guadalajara).
Consiste en la quema anual de un boto en honor al santo en la medianoche del día 15 de agosto, justo cuando se convierte en día 16. La quema no se realiza ante la imagen que se conserva en la iglesia parroquial, y que es la que se utiliza en la procesión, sino en la capilla que se encuentra insertada en una antigua ventana saetera de la muralla de Palazuelos, en la llamada Puerta de la Villa.
Sin que se tengan referencias precisas del inicio de la tradición, probablemente entre los siglos XV y XVI según D. Adrián Blázquez (historiador, Universidad de Pau, que ha prestado una especial atención a esta celebración), los habitantes de la villa de Palazuelos queman este boto de vino, impregando previamente con pez, en honor al santo en lo que parece un acto simbólico en recuerdo del voto o promesa realizado a San Roque como resultado de su intercesión en alguna epidemia de peste: con el paso del tiempo la renovación del voto al santo se convirtió por pura homofonía, tal vez buscada para evitar la pérdida de la tradición, en la quema de un boto de los empleados para almacenar líquidos, fundamentalmente vino. Hoy en día, y tras años de pérdida debida al éxodo rural, la fiesta se halla completamente recuperada (no sin problemas por la dificultad de encontrar grandes botos) y se complementa con una procesión y actos más lúdicos (como el torneo de tanguilla) y que organiza la Asociación Cultural La Quema del Boto.
- Datos: Q5861694